# Петрушин, Леонид Иванович
Леони́д Ива́нович Петру́шин (род. 13 сентября 1946, Эстония) — советский и русский художник.

## Биография
Родился 13 сентября 1946 года в Эстонии. С 1948 живет в Москве.
Занимался рисованием в студии изобразительного искусства Московского дворца пионеров.
В 1964 году окончил художественную школу № 1.
В 1969 году окончил Московское художественное училище «памяти 1905 года», получив диплом художника-педагога.
В 1975 году окончил с отличием Московский государственный академический художественный институт имени В. И. Сурикова (плакатное отделение проф. Н. А. Пономарева), выполнив серию театральных плакатов: «Эвридика» Архивная копия от 3 марта 2014 на Wayback Machine, «В списках не значился» Архивная копия от 3 марта 2014 на Wayback Machine, «Комик XVII столетия» Архивная копия от 3 марта 2014 на Wayback Machine и политические плакаты: «Вперед, заре навстречу» Архивная копия от 3 марта 2014 на Wayback Machine и «9 мая».
В 1977 году вступил в Московский Союз Художников.
Постоянный участник Московских, Всероссийских, Всесоюзных и Международных выставок.
Получил диплом Академии художеств за лучший плакат года (1978 год).
Дипломант Международного конкурса плаката в Варшаве, первая премия (1980 год).
Дважды лауреат первой премии ЦК ВЛКСМ за плакаты, экспонируемые на Всероссийских и Всесоюзных выставках.
Занимается живописью (масло, темпера, масляная пастель), графикой (литография, карандашный рисунок).
В коллекции Международной конфедерации Союзов художников находятся 11 портретов, выполненных карандашом на акварельной бумаге в период с 1978 по1983 годы. Портрет «Вера» Архивная копия от 27 июня 2017 на Wayback Machine был приобретен известным немецким коллекционером Петером Людвигом.
В 1985 и 1987 годах создает серию карандашных портретов деревенских жителей Архивная копия от 4 марта 2016 на Wayback Machine.
В период с 2005 по 2008 Леонид Петрушин создает серию работ, выполненных в жанре ню, под общим названием «Симфония НЮ» Архивная копия от 21 декабря 2014 на Wayback Machine, которая включает в себя более 120 работ размером 75 см × 57 см, выполненных масляной пастелью на торшоне, и более 700 набросков. 20 работ этой серии находятся в частных коллекциях России, Франции, Англии, Германии и одна работа в собрании Саратовского Государственного художественного музея им. А. Н. Радищева.
Начиная с 1989 года Леонид Петрушин работает над серией триптихов под общим названием «Кинетические объекты» Архивная копия от 11 сентября 2014 на Wayback Machine (бумага, карандаш, 48 х 36 см), представляющих собой абстрактные изображения конкретных понятий и явлений, в которых художник остроумно соединил два взаимоисключающих начала: движение и покой. Работа над серией продолжалась до 2013 года и насчитывает 101 триптих. Из них 89 триптихов находятся в коллекции Жана и Коллет Шерки (Франция). Выставка «Кинетические объекты» экспонировалась в 2007 году в муниципальной московской галере «L», в 2008 году в МГУ и в Саратовском Государственном художественном музее им. А. Н. Радищева, в 2009 году на выставке в Московском драматическом театре им. Н. В. Гоголя.
Продолжением работы над триптихами стал новый проект: «Геометрическая фонетика».
Идея новой серии выросла из особенности русского языка — большого количества слов, состоящих из трех букв. Позже художник начал использовать трехбуквенные слова французского, немецкого и английского языков. По существу, это было созданием нового пластического языка, состоящего из букв-модулей строго геометрической формы. Сочетание геометрических фигур в буквах и фоне, их визуальное движение при прочтении конкретных слов в таких лентах и плоскостях — является второй частью названия нового пластического языка этой серии — фонетикой. Завершением этой серии стало участие в ежегодной выставке «Реалите нувель 2009» в Париже, где коллекционер Жан Шерки приобрел серию из 18 слов на русском языке (54 листа. Лист — бумага, карандаш, 48 х 36 см).
В 2010 году «Геометрическая фонетика» на русском и французском языке были представлены на выставке «Дом-текст» в доме-музее Павла Кузнецова (филиал Государственного художественного музея им. А. Н. Радищева) в Саратове (баннер, плоттерная печать).
В 2011 году французский коллекционер Жан Шерки приобрёл серию «Кинетическое евангелие» из 20 триптихов (1 лист — бумага, карандаш, 48 х 36 см.). Появление «Кинетического евангелия» в творчестве Леонида Петрушина закономерно. Ранняя серия «Кинетических объектов» в графике художника послужила мощным творческим импульсом и произросла новыми вариациями. «Евангелие» является взглядом художника-минималиста на вечную тему библейско-евангельских сюжетов, мыслящего знаками и символами, иногда традиционными, иной раз придуманными им. Символика черного и белого цвета исключительно точно ложится на смысловую составляющую этой графической серии. Сюжеты шифруются простыми геометрическими фигурами. Их сложение в пределах одной композиции, зачастую, носит геральдический характер и обозначает одно действие или один сюжет, а соединение в триптихи — динамика, развитие действия. Такое решение выявляет самую суть сюжетов и является смысловой квинтэссенцией вечных тем.
В год культуры 2014, в ночь музеев, в филиале Государственного художественного музея им. А. Н. Радищева: доме-музее Павла Кузнецова, открылась выставка Леонида Петрушина «Кинетическое евангелие». Выставка состояла из 20 триптихов 100х70 см. и видео-инсталляции подготовленных специально к выставке. В содружестве с поэтом Алексеем Злобиным издан каталог «Кинетическое евангелие».
С 2010 года основной темой работ Леонида Петрушина стал портрет. Еще раньше художник создал серию «Метро» из 12 листов (100х70 см.) на основе 6000 портретов пассажиров метро (7,5х7,5 см.), из которых были выбраны по 42 наброска для каждого листа.
Первая серия «Сто портретов» (холст, 35х27 см, масляная пастель) и «Сто портретов II» (бумага, 35х27 см, масляная пастель) завершилась выставкой в Московском драматическом театре им. Н. В. Гоголя 22 сентября 2011 года, где все 222 участника проекта получили свои портреты в подарок. Следующая серия «Портрет в головном уборе» (бумага, 35х27 см, масляная пастель) с выставкой в ночь музеев 2012 года в доме-музее им. М. С. Щепкина привлекла внимание хозяйки магазина итальянских головных уборов «Cappelli». На основе её коллекции шляп ведущих итальянских производителей была создана следующая серия портретов, которая выставлялась в доме-музее им. М. С. Щепкина и в торговом центре «Крокус Сити Молл» в 2012 году. В проекте приняли участие звёзды шоу-бизнеса: Эвелина Блёданс, певец Митя Фомин, Анжелика Агурбаш, Светлана Разина, Татьяна Котова, Мария Берсенева и др..
Следующая серия «Ювелирные украшения в портрете» была создана благодаря активному участию в проекте ювелиров с их уникальными коллекциями украшений. 120 портретов 70х50 см, нарисованных масляной пастелью на мелованном картоне, были представлены на нескольких выставках. Первая в ночь музеев 2013 в доме-музее им. М. С. Щепкина, одна в Городке художников на Верхней Масловке д.1, последняя в галерее «Кристина» 17 декабря 2016.
В камерном зале Московской государственной академической филармонии 21 марта и 25 апреля 2015 во время концертов Ансамбля солистов «Мадригал» состоялись выставки портретов музыкантов и певцов. Впоследствии эти портреты были использованы в оформлении сайта Ансамбля.
Работая над проектом «1000 портретов», Леонид Петрушин создал серию «Двойной портрет» Архивная копия от 16 июня 2018 на Wayback Machine. В неё вошли 20 портретов с любимыми животными, среди которых были кроме кошек и собак гигантская улитка, петух и даже удав. Певец Митя Фомин позировал для портрета со своей любимой Белоснежкой Архивная копия от 16 июня 2018 на Wayback Machine, изображая бродячего музыканта.
Новая серия «Портреты в театральных ролях» Архивная копия от 16 июня 2018 на Wayback Machine созданная совместно с театром «ПАРТ», которым руководят Юлия и Вадим Ковалевские, завершилась выставкой — спектаклем Архивная копия от 16 июня 2018 на Wayback Machine в библиотеке им. Ф. М. Достоевского Архивная копия от 16 июня 2018 на Wayback Machine на Чистых прудах 11 июня 2017. Портреты стали оформлением спектакля. Ожившие персонажи читали монологи из пьес, в которых они были изображены. Получив одобрение, художник продолжает эту серию портретами главных героев пьес «Ревизор» Архивная копия от 16 июня 2018 на Wayback Machine и «За двумя зайцами» Архивная копия от 16 июня 2018 на Wayback Machine.
Портрет «Соня» завершил проект «1000 портретов», который занял период с 2010 по 2017 годы.
Дальнейшая работа над проектом «Портреты в театральных ролях» осуществилась благодаря знакомству с режиссёром Даниилом Романовым. Его постановка спектаклей «Кроткая» и «Шинель» дали новый импульс проекту. Теперь художник шёл от готового спектакля и рисовал портреты, созданные творческим коллективом: режиссёр, актёр, художник. Его задачей стала точная передача образов, созданных актёрами с их индивидуальными чертами. В «Боярских палатах Архивная копия от 29 июля 2020 на Wayback Machine СТД РФ» на Страстном бульваре 10 в Москве, где состоялись спектакли соответственно 13 февраля и 25 февраля 2018 г. Леонид Петрушин показал эту серию портретов.
Новый проект совместно с ансамблем солистов «Нега» и его руководителем Камиллой Ефасовой состоит из 12 портретов девушек в одинаковых концертных платьях и был показан на фестивале «Шёлковая песня» в Театральном музее имени А. А. Бахрушина 31 июля 2018 года.
20 декабря 2018 года эта серия представлена на выставке «Рисую портреты» в галерее города Электросталь.
Знакомство с фотографом из Берлина Гердом Штёром, чей портрет художник рисовал в Москве во время его визита в столицу, дало импульс новому проекту. Он получил название — «Билингва. Портрет». Идея заключается в том, что художник — Леонид Петрушин и фотограф — Герд Штёр, создают портреты одной и той же модели. В течение месяца работы в мастерской дома № 1 в Городке художников на Верхней Масловке, авторы создали по 16 мужских и женских портретов. Во время выставки, прошедшей 21 и 22 марта 2020 года на 6 этаже мастерских дома № 1 на Верхней Масловке, модели получили свои портреты в подарок. В завершение проекта был издан каталог на русском и немецком языках.

## Персональные выставки
- 2006 — «Симфония НЮ» в музее-квартире И. Д. Сытина (Москва). Архивная копия от 6 октября 2014 на Wayback Machine
- 2007 — «Портрет» в музее-квартире И. Д. Сытина (Москва). Архивная копия от 27 марта 2007 на Wayback Machine
- 2007 — «Симфония НЮ» в филиале Государственного художественного музея им. А. Н. Радищева (Энгельс).
- 2007 — «Кинетические объекты» в Московской муниципальной галере «L».
- 2008 — «Симфония НЮ» и «Кинетические объекты» в Государственном художественном музее им. А. Н. Радищева (Саратов).
- 2008 — «Портрет» в Московском Государственном Университете. Архивная копия от 6 октября 2014 на Wayback Machine
- 2009 — «Симфония НЮ» и «Кинетические объекты» в театре им. Н. В. Гоголя (Москва).
- 2009 — «Геометрическая фонетика» на «Реалите нувель 2009» (Париж). Архивная копия от 14 марта 2014 на Wayback Machine
- 2009 — «Симфония НЮ» в галерее Art’ et Miss (Париж).
- 2010 — «Симфония НЮ» в галерее Art’ et Miss (Париж).
- 2010 — «Портрет» в Доме работников искусств (Саратов).
- 2010 — «Дом Текст» в Доме Павла Кузнецова (Саратов).
- 2011 — «100 портретов» в театре им. Н. В. Гоголя (Москва).
- 2012 — «Портрет в головном уборе» в Доме-музее М. С. Щепкина (Москва).
- 2012 — «Портрет в итальянском головном уборе. Летний сезон» в Доме-музее М. С. Щепкина (Москва).
- 2013 — «Фигурные стихи» Русская школа перевода. 15 мая 2013 г. Москва. Архивная копия от 4 декабря 2017 на Wayback Machine
- 2013 — «Ювелирные украшения в портрете» 18 мая 2013 Дом-музей М. С. Щепкина. Москва. Архивная копия от 3 декабря 2017 на Wayback Machine
- 2013 — «Ювелирные украшения в портрете» 19 декабря 2013 г. Городок художников. Москва.
- 2014 — «Ювелирные украшения в портрете» 9 — 23 января 2014. Дом-музей М. С. Щепкина. Москва.
- 2014 — Артпроект «Кинетическое евангелие». Дом Павла Кузнецова. 17 мая — 15 июня 2014 г. Саратов.
- 2015 — Ансамбль солистов «Мадригал» и его друзья. 21 марта и 25 апреля 2015 г. Камерный зал Московской филармонии. Москва.
- 2016 — Серия «Пигмалион» Дом Павла Кузнецова. 21 мая 2016 г. Саратов. Архивная копия от 4 декабря 2017 на Wayback Machine
- 2016 — «Портреты в дар» из серии «1000 портретов». 13 сентября 2016 г. Армянский музей «Тапан». Москва.
- 2016 — Выставка «40 лет в МСХ». 24 сентября 2016 г. Городок художников. Москва.
- 2016 — «Ювелирные украшения в портрете». 17 декабря 2016 г. Галерея «Кристина» . Москва.
- 2017 — «Портреты в театральных ролях»".11 июня 2017 г. Библиотека им. Ф. М. Достоевского. Москва.
- 2018 — «Портрет в театральных ролях». Спектакль «Кроткая» Боярские палаты. 13.02.2018
- 2018 — «Портрет в театральных ролях». Спектакль «Шинель. Пересказ» Боярские палаты. 25.02.2018
- 2018 — Портрет в интерьере «Форест». Выставка «Симфония НЮ» 30.03.2018
- 2018 — Открытие галереи «Подворотня на Верхней Масловке». «Ювелирные украшения в портрете». 19 мая 2018 года
- 2018 — Выставка портретов солисток ансамбля «Нега» музей им. А. А. Бахрушина 31.07.2018
- 2018 — Москва. КСК ИЗМАЙЛОВО. Мастер-класс. 28.08.2018
- 2018 — «Рисую портреты». Музейно-выставочный центр г. Электросталь. 20.12.2018 — 20.01.2019
- 2020 — «Билнгва. Портрет». Городок художников. Москва. 21-22.03.2020.